# Проспект Праці (Дніпро)
Проспект Праці знаходиться у промисловій зоні вздовж Запорізького шосе у Соборному районі міста Дніпро.
Бере початок від Запорізького шосе й закінчується за бульваром Слави. За Генеральним планом міста проспект Праці повинен стати головною артерією промислового району вздовж Запорізького шосе й Аеродромної вулиці. Проспект має бути продовжений до Яснополянської вулиці та у район аеропорту.
Довжина до бульвару Слави — 1500 метрів.

## Будівлі

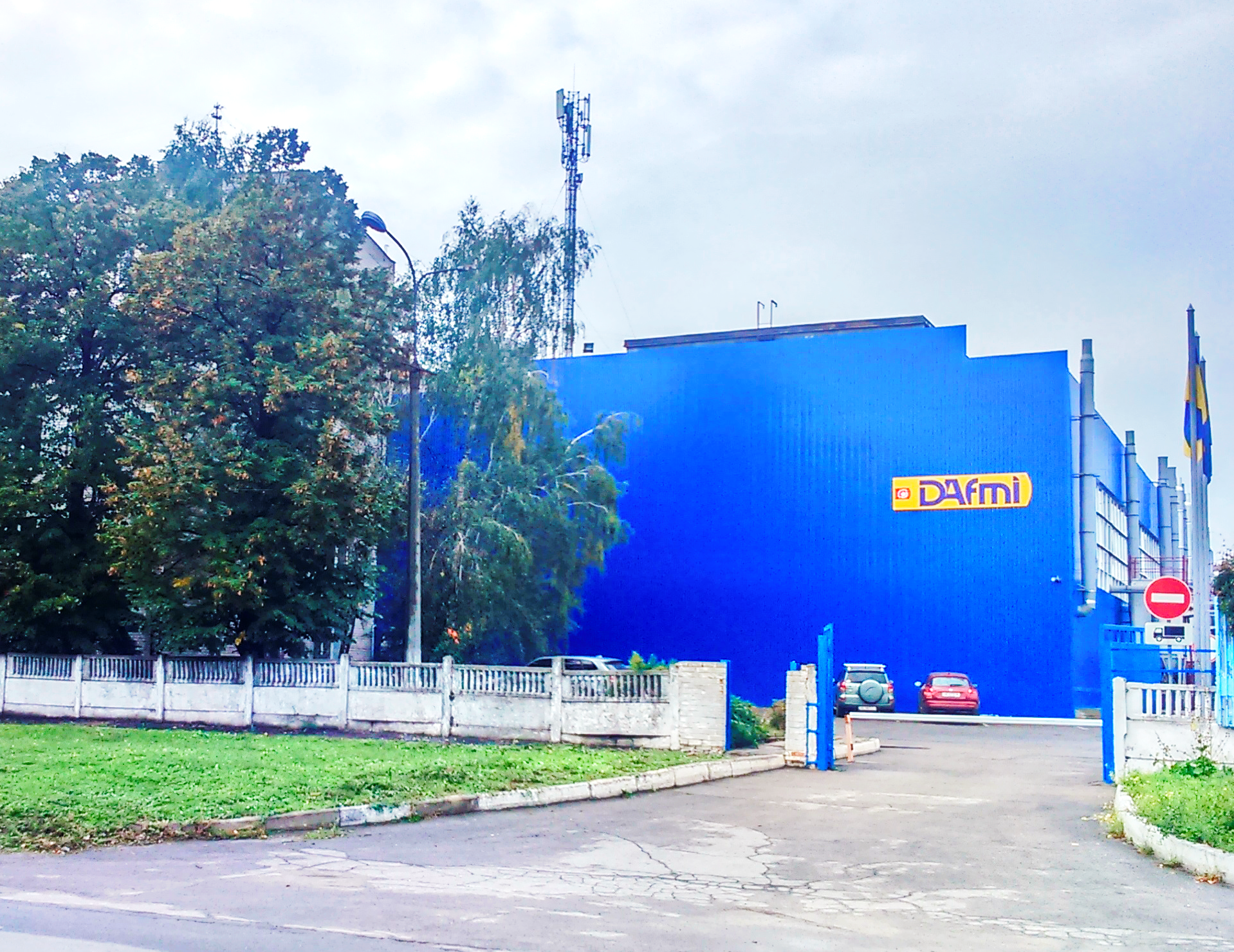
Фото будівлі підприємства «Дафмі»

- № 2 — Державне підприємство Міністерства оборони «Дніпрорембуд сервіс»,
- № 2т — АТП,
- № 3 — Управління по ремонту й експлуатації автодоріг,
- № 6 — Дніпровський експериментально-дослідницький завод зварювальних матеріалів,
- № 6 — «Дафмі» — виробництво гальмових систем,
- № 14 — АТП 11227,
- № 16 — СТО-4,
- № 32 — завод «Аксор».

## Перехресні вулиці
- Запорізьке шосе
- Космічна вулиця
- бульвар Слави
- вулиця Панікахи
- вулиця Технічна